# Česká pošta
Česká pošta (officiële naam: Česká pošta S.P.) is het Tsjechisch staatspostbedrijf. Het hoofdkantoor is gevestigd in Praag. Het bedrijf heeft ongeveer 31.000 werknemers. Het bedrijf werd opgericht in 1993 na de splitsing van Tsjecho-Slowakije. Van 1949 tot 1992 was Československá pošta het postbedrijf van Tsjecho-Slowakije. Česká pošta heeft een Postmuseum in Praag met een postzegeltentoonstelling.